# Running back

Un running back (azul) en una formación en I.

Running back (también en español corredor) es una posición ofensiva en el fútbol americano, en fútbol canadiense, y en el fútbol americano colegial que forma fila en el backfield. La principal función de este es tratar de ganar yardas una vez que cruza la línea de scrimmage mediante la carrera, pero entre sus funciones también se encuentran la de bloquear en jugadas de pase y de recibir pases del quarterback fuera del backfield.
Hay, por lo general, uno o dos running backs en el campo para una determinada jugada, en función de la formación ofensiva.

## Números
En la NFL los halfbacks solo pueden llevar los números del 1 al 49 junto con los fullbacks y los defensive backs.